# Herbert Schmidt
Herbert Schmidt, född 28 januari 1914, död 18 september 2002, var en tysk roddare.
Schmidt blev olympisk bronsmedaljör i åtta med styrman vid sommarspelen 1936 i Berlin.